# Rezydent (prawo)
Rezydentami w rozumieniu art. 2 ust. 1 pkt 1 lit. a ustawy z dnia 27 lipca 2002 r. Prawo dewizowe, są osoby fizyczne mające miejsce zamieszkania w kraju oraz osoby prawne mające siedzibę w kraju, a także inne podmioty mające siedzibę w kraju, posiadające zdolność zaciągania zobowiązań i nabywania praw we własnym imieniu; rezydentami są również znajdujące się w kraju oddziały, przedstawicielstwa i przedsiębiorstwa utworzone przez nierezydentów.